# Clambus punctulatus
Clambus punctulatus is een keversoort uit de familie oprolkogeltjes (Clambidae). De wetenschappelijke naam van de soort werd in 1817 gepubliceerd door Beck.